# Список евангелических суперинтендентов Австрии
Список евангелических суперинтендентов Австрии включает в себя всех суперинтендентов и епископов лютеранской евангелической церкви и всех суперинтендентов  реформатской евангелической церкви Австрии с момента принятия закона о веротерпимости 1781 года.

## Евангелическая церковь Аугсбургского исповедания

### Епископы (Вселенская Церковь)
Церковной Конституцией в 1949 году была введена должность Епископа. Официальная резиденция Епископа находится в Вене.
Список Епископов:
| Имя                        | Срок пребывания |
| -------------------------- | --------------- |
| Герхард Май (нем.)         | 1949—1968       |
| Оскар Сакрауски (нем.)     | 1968—1983       |
| Дитер Кналль (нем.) (рум.) | 1983—1995       |
| Хервиг Штурм (нем.)        | 1995—2007       |
| Михаэль Бюнкер (нем.)      | 2008—0.00       |

### Аш (исторически)
Евангелическое суперинтендентство Аугсбургского исповедания Аш существовало с 1869 года по 1918 год с прилегающими общинами в Ашском выступе (нем.).
Список суперинтендентов Аш:
| Имя                      | Срок пребывания |
| ------------------------ | --------------- |
| Трауготт Альберти (нем.) | 1870—1914       |
| Эмиль Хильдеманн (нем.)  | 1914—1918       |

### Богемия (исторически)
Евангелическое суперинтендентство Аугсбургского исповедания Богемии существовало с 1784 года по 1900 год с прилегающими общинами в Чехии.
Список суперинтендентов Богемии:
| Имя                                  | Срок пребывания |
| ------------------------------------ | --------------- |
| Ян Лаго (чешск.)                     | 1784—1785       |
| Ян Баротт (нем.)                     | 1785            |
| Штепан Лешка (нем.)                  | 1786—1798       |
| Иоганн Кристоф Фридрих Гёчель (нем.) | 1798—1799       |
| Карл Франц Хёникка (нем.)            | 1800—1807       |
| Михаэль Готтлиб Займ (нем.)          | 1807—1828       |
| Йозеф Крейчи (нем.)                  | 1829—1844       |
| Хержман Криштюфек (нем.)             | 1845—1863       |
| Якуб Бенеш (нем.)                    | 1863—1873       |
| Даниэль Богумил Мольнар (нем.)       | 1873—1889       |
| Адам Итамар Мариан Кох (нем.)        | 1890—1900       |

### Бургенланд
Евангелическое суперинтендентство Аугсбургского исповедания Бургенланда было основано в 1924 году. Офис епархии с 1956 года находится в Айзенштадте.
Список суперинтендентов Бургенланда:
| Суперинтендент Манфред Кох | Имя                             | Срок пребывания |
| -------------------------- | ------------------------------- | --------------- |
| Суперинтендент Манфред Кох | Теофиль Байер (нем.)            | 1924—1940       |
| Суперинтендент Манфред Кох | Густав Альберт Дёрнхёфер (нем.) | 1940—1962       |
| Суперинтендент Манфред Кох | Ханс Гамауф (нем.)              | 1962—1975       |
| Суперинтендент Манфред Кох | Густав Райнграбнер (нем.)       | 1975—1994       |
| Суперинтендент Манфред Кох | Гертрауд Кнолль (нем.)          | 1994—2002       |
| Суперинтендент Манфред Кох | Манфред Кох (нем.)              | 2003—0.00       |

### Вена
Евангелическое суперинтендентство Аугсбургского исповедания Вены, до разделения в 1947 году, охватывало территорию четырёх современных суперинтендентств: Нижней Австрии, Штирии, Каринтии и Восточного Тироля и собственно Вены. С 1947 года территория суперинтендентства уменьшилась до размера Вены с прилегающим приходом из Нижней Австрии в Швехате. Офис епархии находится в пятом районе Вены Маргаретен.
Список суперинтендентов Вены:
| Суперинтендент Хансйёрг Лайн | Имя                                  | Срок пребывания |
| ---------------------------- | ------------------------------------ | --------------- |
| Суперинтендент Хансйёрг Лайн | Иоганн Георг Фокк (чешск.)           | 1783—1796       |
| Суперинтендент Хансйёрг Лайн | Иоганн Иоахим Зуземиль (чешск.)      | 1796—1797       |
| Суперинтендент Хансйёрг Лайн | Иоганн Самуэль Кальтенштайн (чешск.) | 1797—1805       |
| Суперинтендент Хансйёрг Лайн | Иоганн Вехтер (нем.)                 | 1806—1827       |
| Суперинтендент Хансйёрг Лайн | Кристиан Хайзер (нем.) (венг.)       | 1834—1839       |
| Суперинтендент Хансйёрг Лайн | Эрнст Пауэр (нем.)                   | 1845—1861       |
| Суперинтендент Хансйёрг Лайн | Андреас фон Гунеш (нем.)             | 1862—1875       |
| Суперинтендент Хансйёрг Лайн | Карл Бауэр (нем.)                    | 1877—1895       |
| Суперинтендент Хансйёрг Лайн | Йозеф Винклер (нем.) (чешск.)        | 1895—1903       |
| Суперинтендент Хансйёрг Лайн | Карл Лихтенштеттинер (нем.)          | 1905—1928       |
| Суперинтендент Хансйёрг Лайн | Иоганнес Хайнцельманн (нем.)         | 1928—1945       |
| Суперинтендент Хансйёрг Лайн | Георг Трар (нем.)                    | 1947—1972       |
| Суперинтендент Хансйёрг Лайн | Эрих Вильгельм (нем.)                | 1972—1982       |
| Суперинтендент Хансйёрг Лайн | Вернер Хорн (нем.)                   | 1982—2003       |
| Суперинтендент Хансйёрг Лайн | Хансйёрг Лайн (нем.)                 | 2004—0.00       |

### Верхняя Австрия
Евангелическое суперинтендентство Аугсбургского исповедания Верхней Австрии, до разделения в 1966 году, охватывало территорию двух современных суперинтендентств Верхней Австрии и Зальцбурга и Тироля. С 1966 года территория суперинтендентства уменьшилась до размера Верхней Австрии, включая приход Русбах-ам-Пас-Гшют (Зальцбург). Офис епархии находится в Линце.
Список суперинтендентов Верхней Австрии:
| Суперинтендент Герольд Ленер | Имя                              | Срок пребывания |
| ---------------------------- | -------------------------------- | --------------- |
| Суперинтендент Герольд Ленер | Иоганн Кристиан Тилиш (чешск.)   | 1783—1827       |
| Суперинтендент Герольд Ленер | Иоганн Штеллер (нем.)            | 1832—1854       |
| Суперинтендент Герольд Ленер | Иоганн Теодор Веренфенниг (нем.) | 1855—1856       |
| Суперинтендент Герольд Ленер | Эрих Мартин Шеэф (нем.)          | 1857—1880       |
| Суперинтендент Герольд Ленер | Якоб Эрнст Кох (нем.)            | 1880—1907       |
| Суперинтендент Герольд Ленер | Фридрих Кох (нем.)               | 1908—1920       |
| Суперинтендент Герольд Ленер | Якоб Эрнст Кох (нем.)            | 1921—1936       |
| Суперинтендент Герольд Ленер | Ханс Эдер (нем.)                 | 1937—1940       |
| Суперинтендент Герольд Ленер | Вильгельм Мензинг-Браун (нем.)   | 1941—1966       |
| Суперинтендент Герольд Ленер | Леопольд Теммель (нем.)          | 1966—1980       |
| Суперинтендент Герольд Ленер | Хервиг Карцель (нем.) (пол.)     | 1980—1990       |
| Суперинтендент Герольд Ленер | Хансйёрг Айхмайер (нем.)         | 1990—2005       |
| Суперинтендент Герольд Ленер | Герольд Ленер (нем.)             | 2005—0.00       |

### Восточная Богемия (исторически)
Евангелическое суперинтендентство Аугсбургского исповедания Восточная Богемия существовало с 1900 года по 1918 год с прилегающими общинами в восточной части Богемии.
Список суперинтендентов Восточной Богемии:
| Имя                          | Срок пребывания |
| ---------------------------- | --------------- |
| Карел Эдуард фон Лани (нем.) | 1902—1903       |
| Ян Якуб Кучера (нем.)        | 1903—1905       |
| Франтишек Трнка (нем.)       | 1905—1917       |
| Фердинанд Храйса (нем.)      | 1917—1918       |

### Галиция (исторически)
Евангелическое суперинтендентство Аугсбургского исповедания Галиции существовало с 1804 года по 1918 год с прилегающими общинами в Галиции и Буковине.
Список суперинтендентов Галиции:
| Имя                                      | Срок пребывания |
| ---------------------------------------- | --------------- |
| Йозеф Паулини (чешск.)                   | 1804—1806       |
| Самуэль Бредецки (нем.) (венг.)          | 1808—1812       |
| Иоганн Самуэль Фукс (нем.) (венг.) (фр.) | 1813—1817       |
| Фридрих Вильгельм Штоккманн (нем.)       | 1818—1831       |
| Адольф Теодор Хазе (пол.)                | 1833—1870       |
| Якоб Хёнель (нем.)                       | 1871—1885       |
| Карл Густав Ципзер (нем.)                | 1886—1896       |
| Херманн Фриче (пол.)                     | 1897—1918       |

Галиция и Буковина (1918—1939)
Суперинтендентство Галиции и Буковины было образовано после объединения суперинтендентств Галиции и Моравии и Силезии. После того, как Польша вновь обрела независимость, суперинтендентство было преобразовано в 1920 году в независимую Евангелическую церковь Аугсбургского и Гельветского исповедания в Малой Польше (пол.).
Список суперинтендентов Галиции и Буковины:
| Имя                   | Срок пребывания |
| --------------------- | --------------- |
| Херманн Фриче (пол.)  | 1918—1924       |
| Теодор Цёкклер (пол.) | 1924—1939       |

### Зальцбург и Тироль
Евангелическое суперинтендентство Аугсбургского исповедания Зальцбурга и Тироля было основано в 1966 году. Офис епархии находится в Инсбруке.
Список суперинтендентов Зальцбурга и Тироля:
| Имя                                   | Срок пребывания |
| ------------------------------------- | --------------- |
| Эмиль Штурм (нем.)                    | 1966—1980       |
| Вольфганг Шмидт (нем.)                | 1981—1995       |
| Луизе Мюллер (нем.)                   | 1995—2012       |
| Олифир Дантине (Оливье Дантен) (нем.) | 2012—0.00       |

### Западная Богемия (исторически)
Евангелическое суперинтендентство Аугсбургского исповедания Западная Богемия существовало с 1900 года по 1918 год с прилегающими общинами в западной части Богемии.
Суперинтендент Западной Богемии:
| Имя                  | Срок пребывания |
| -------------------- | --------------- |
| Альберт Гумми (нем.) | 1902—1918       |

### Каринтия и Восточный Тироль
Евангелическое суперинтендентство Аугсбургского исповедания Каринтии и Восточного Тироля было основано в 1947 году. Офис епархии находится в Филлахе.
Список суперинтендентов Каринтии и Восточного Тироля:
| Имя                      | Срок пребывания |
| ------------------------ | --------------- |
| Фриц Цербст (нем.)       | 1947—1956       |
| Герхард Главишниг (нем.) | 1956—1968       |
| Пауль Пеллар (нем.)      | 1968—1988       |
| Хервиг Штурм (нем.)      | 1988—1996       |
| Иоахим Ратке (нем.)      | 1996—2001       |
| Манфред Зауэр (нем.)     | 2002—0.00       |

### Моравия и Силезия (исторически)
Евангелическое суперинтендентство Аугсбургского исповедания Моравии и Силезии существовало с 1784 года по 1918 год с прилегающими общинами в Моравии и Силезии.
Список суперинтендентов Моравии и Силезии:
| Имя                                              | Срок пребывания |
| ------------------------------------------------ | --------------- |
| Иоганн Трауготт Бартельмус (чешск.) (пол.)       | 1784—1809       |
| Иоганн Георг Шмиц (пол.)                         | 1810—1825       |
| Андреас Паулини (нем.)                           | 1825—1829       |
| Иоганн Георг Лумницер (нем.)                     | 1830—1864       |
| Карл Самуэль Шнайдер (чешск.) (пол.)             | 1864—1882       |
| Теодор Карл Хазе (чешск.) (пол.)                 | 1882—1909       |
| Андреас Крзывонь (нем.)                          | 1909—1911       |
| Андреас Глайцар (нем.)                           | 1912—1918       |
| Мартин Теодор Хазе (суперинтендент-элект) (нем.) | 1918            |

### Нижняя Австрия
Евангелическое суперинтендентство Аугсбургского исповедания Нижней Австрии было основано в 1947 году. Офис епархии находится в Санкт-Пёльтене.
Список суперинтендентов Нижней Австрии:
| Имя                           | Срок пребывания | Суперинтендент Ларс Мюллер-Мариенбург |
| ----------------------------- | --------------- | ------------------------------------- |
| Фриц Хайнцельманн (нем.)      | 1947–1954       | Суперинтендент Ларс Мюллер-Мариенбург |
| Валентин Шмидт (нем.)         | 1954–1962       | Суперинтендент Ларс Мюллер-Мариенбург |
| Фридрих Мауэр (нем.)          | 1962–1972       | Суперинтендент Ларс Мюллер-Мариенбург |
| Хайнц Шефер (нем.)            | 1972–1977       | Суперинтендент Ларс Мюллер-Мариенбург |
| Хельмут Зантер (нем.)         | 1977–1998       | Суперинтендент Ларс Мюллер-Мариенбург |
| Пауль Вайланд (нем.)          | 1998–2015       | Суперинтендент Ларс Мюллер-Мариенбург |
| Ларс Мюллер-Мариенбург (нем.) | 2016–0.00       | Суперинтендент Ларс Мюллер-Мариенбург |

### Штирия
Евангелическое суперинтендентство Аугсбургского исповедания Штирии было основано в 1947 году. Офис епархии находится в Граце.
Список суперинтендентов Штирии:
| Суперинтендент Херманн Миклас | Имя                            | Срок пребывания |
| ----------------------------- | ------------------------------ | --------------- |
| Суперинтендент Херманн Миклас | Леопольд Ахбергер (нем.)       | 1947—1969       |
| Суперинтендент Херманн Миклас | Мартин Кирхшлагер (нем.)       | 1969—1976       |
| Суперинтендент Херманн Миклас | Дитер Кналль (нем.) (рум.)     | 1976—1983       |
| Суперинтендент Херманн Миклас | Гюнтер Маттиас Рех (нем.)      | 1983—1987       |
| Суперинтендент Херманн Миклас | Эрнст-Кристиан Герхольд (нем.) | 1987—1999       |
| Суперинтендент Херманн Миклас | Херманн Миклас (нем.)          | 1999—0.00       |

## Евангелическая церковь Гельветского исповедания

### Австрия (Вселенская Церковь)
Евангелическая церковь Гельветского исповедания управляет Внутренней и Нижней Австрией и включает в себя все федеральные земли, в том числе реформатские лютеранско-протестантские приходы в Форарльберге. С 1949 года суперинтендент имеет титул государственного суперинтендента. Официальная резиденция государственного суперинтендента находится в Вене.
Список всех суперинтендентов и государственных суперинтендентов Евангелической церкви Гельветского исповедания:
| Государственный суперинтендент Томас Хеннефельд | Имя                                | Срок пребывания |
| ----------------------------------------------- | ---------------------------------- | --------------- |
| Государственный суперинтендент Томас Хеннефельд | Карл Вильгельм Хильхенбах (чешск.) | 1785—1816       |
| Государственный суперинтендент Томас Хеннефельд | Юстус Хаускнехт (нем.)             | 1818—1834       |
| Государственный суперинтендент Томас Хеннефельд | Готтфрид Франц (нем.)              | 1834—1873       |
| Государственный суперинтендент Томас Хеннефельд | Эрхард Бушбекк (нем.)              | 1875—1882       |
| Государственный суперинтендент Томас Хеннефельд | Фридрих Отто Шакк (нем.)           | 1883—1922       |
| Государственный суперинтендент Томас Хеннефельд | Густав Цвернеманн (нем.)           | 1925—1946       |
| Государственный суперинтендент Томас Хеннефельд | Иоганн Карл Эгли (нем.)            | 1947—1952       |
| Государственный суперинтендент Томас Хеннефельд | Херманн Нольтенсмайе (нем.)        | 1952—1954       |
| Государственный суперинтендент Томас Хеннефельд | Фолькмар Роглер (нем.)             | 1955—1968       |
| Государственный суперинтендент Томас Хеннефельд | Имре Дьенге (нем.)                 | 1968—1986       |
| Государственный суперинтендент Томас Хеннефельд | Петер Карнер (нем.)                | 1986—2004       |
| Государственный суперинтендент Томас Хеннефельд | Вольфрам Нойманн (нем.)            | 2004—2007       |
| Государственный суперинтендент Томас Хеннефельд | Томас Хеннефельд (нем.)            | 2007—0.00       |

### Богемия (исторически)
Евангелическое суперинтендентство Гельветского исповедания Богемии существовало с 1785 года по 1918 год с прилегающими общинами в Богемии (Чехии).
Список суперинтендентов Богемии:
| Имя                            | Срок пребывания |
| ------------------------------ | --------------- |
| Ференц Ковач (чешск.)          | 1784—1788       |
| Самуэль Сюч (нем.)             | 1788—1798       |
| Дьёрдь Фазекаш (нем.)          | 1798—1810       |
| Ласло Бака (нем.)              | 1810—1820       |
| Матей Кубеш (нем.)             | 1820—1855       |
| Франтишек Филипи (нем.)        | 1857—1861       |
| Ян Весёлый (нем.)              | 1863—1889       |
| Юстус Эмануэль Салатнаи (нем.) | 1889—1910       |
| Ченек Душек (нем.)             | 1910—1918       |

### Галицийский сеньорат (исторически)
Евангелический сеньорат Гельветского исповедании Галиции

### Моравия (исторически)
Евангелическое суперинтендентство Гельветского исповедания Моравии существовало с 1785 года по 1918 год с прилегающими общинами в Моравии.
Список суперинтендентов Моравии:
| Имя                     | Срок пребывания |
| ----------------------- | --------------- |
| Михаль Блажек (чешск.)  | 1785—1827       |
| Йиржи Опоченский (нем.) | 1828—1842       |
| Самуэль фон Надь (нем.) | 1842—1863       |
| Ян Бенеш (нем.)         | 1863—1883       |
| Йозеф Тотушек (нем.)    | 1884—1899       |
| Фердинанд Цисарж (нем.) | 1899—1918       |